# Creu del Santuari de Misericòrdia (Reus)
La Creu del Santuari de Misericòrdia és una obra del municipi de Reus (Baix Camp), situada al Santuari de Misericòrdia i inclosa en l'Inventari del Patrimoni Arquitectònic de Catalunya.

## Descripció
Es tracta d'una creu grega de pedra amb braços d'extrems carrats i quadrat central destacat. En ell hi ha gravats els anagrames de Jesús i Maria a l'anvers i al revers, respectivament. Reposa damunt un fust octogonal rematat per petit capitell, de secció vuitavada, treballat amb ornamentació vegetal. La base de l'element està configurada per una graonada de dos nivells i un volum poligonal que s'uneix al fust de la creu.

## Història
L'any 1913, amb motiu de les festes Constantinianes, celebrades per commemorar el 1600 aniversari de la promulgació de l'Edicte de Milà que donava llibertat al culte cristià, s'erigí aquesta creu a la plaça del Santuari. Sembla que és obra de Modest Gené Roig i va ser costejada per subscripció popular, sota la direcció de l'arquitecte municipal Pere Caselles i Tarrats. La primera pedra es va col·locar el dia 20 d'octubre. Aquesta creu va ser trencada el 1936, com una conseqüència dels esdeveniments bèl·lics. Posteriorment va ser reconstruïda per la Diputació Provincial de Tarragona i es va beneir de nou el 25 de setembre de 1968.